# Djayusman Triasdi
Djayusman Triasdi là một cầu thủ bóng đá người Indonesia thi đấu ở vị trí hậu vệ.Hiện tại anh thi đấu cho Persela Lamongan.